# Рекке, Эберхард фон дер
Барон Эберхард Фридрих Кристоф Людвиг фон дер Рекке (нем. Eberhard Friedrich Christoph Ludwig Freiherr von der Recke, также фон Рекк, фон дер Рекк, фон Рекке цу Штокхаузен; 15 декабря 1744, Люббекке, Северный Рейн-Вестфалия — 20 марта 1816, Мерзебург) — королевский прусский министр юстиции (1784—1807); в 1813—1815 годах — представляющий интересы союзных армий генерал-губернатор Саксонии. 

## Биография

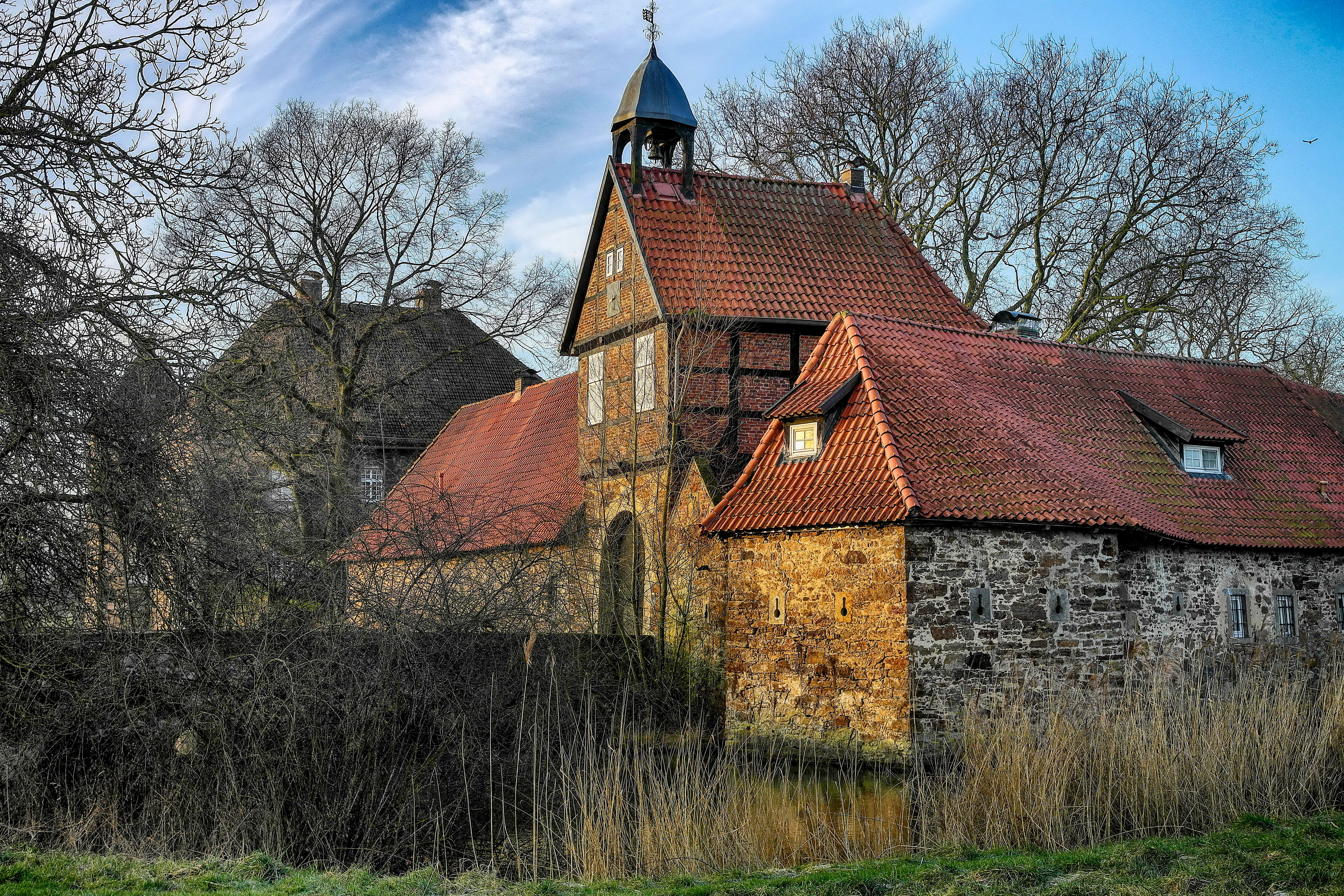
Замок Штокхаузен (нем.), наши дни.

Родился в 1744 году в семейном замке Штокхаузен (нем.) поблизости от Люббекке (не путать с Любеком). Его отец происходил из баронского рода фон Рекке из графства Марк, к тому времени принадлежавшего Пруссии, и являвшегося её западным анклавом, а мать — из прусской дворянской семьи фон Рохов.
Изучал право в университете, после чего получил должность главы прусского округа Минден (1771), а затем (в 1780) — округа Клеве.
30 декабря 1784 года король Фридрих Великий назначил фон дер Рекке министром юстиции (прусский министр юстиции по должности был также председателем Верховного суда Пруссии). Эту совмещённую должность фон Рекке занимал более 20 лет. 
Известный, как противник Наполеона, после подписания Тильзитского мира (1807) должен был выйти в отставку.
В 1813 году Пруссия присоединилась к России и Австрии в войне против Наполеона. В конце того же года состоялась битва под Лейпцигом, в ходе которой большая часть армии Королевства Саксония прямо на поле боя перешла из французских боевых порядков в ряды союзников. Однако, саксонский король Фридрих Август I не одобрил действий своих войск, и был взят в плен в Лейпциге, сохраняя верность Наполеону. Тем временем, французские войска отступили из Саксонии и она была формально аннексирована армией союзников. Первым военным генерал-губернатором Саксонии был назначен русский генерал князь Н. Г. Репнин-Волконский, однако его вскоре сменил фон дер Рекке, занимавший эту должность вплоть до 1815 года.
На Венском конгрессе Пруссия пыталась настоять на полной передаче ей всей Саксонии, однако, решением конгресса, независимость королевства была сохранена. Пруссия была вынуждена довольствоваться только частью саксонских территорий с городами Магдебург и Мерзебург. В качестве «компенсации за недополученное» Пруссия получила также большую часть упразднённого Королевства Вестфалия и остальных земель прежнего имперского Верхнерейнского округа. Кроме того, Пруссии было возвращено родное для фон дер Рекке графство Марк. Из всех этих территорий была образована новая прусская провинция Вестфалия со столицей в Мюнстере.
18 октября 1815 года барон фон дер Рекке отправился в Мюнстер, где, на специально организованной торжественной церемонии, принял от имени своего короля присягу вестфальцев и рейнцев на верность Пруссии.
Фон дер Рекке скончался в Мерзебурге в следующем году.